# Juan Bautista Sacasa
Juan Bautista Sacasa (León, 21 de dezembro de 1874 - Los Angeles, 17 de abril de 1946) foi um político e presidente da Nicarágua de 1933 a 1936.

## Vida
Nascido na cidade de León, Sacasa estudou nos Estados Unidos de 1889 a 1901, recebendo um diploma de M.D. pela Universidade de Columbia. Trabalhou como professor e decano na Universidade Nacional de León, e apoiou o regime Liberal de José Santos Zelaya. Em 1924, Sacasa tornou-se vice-presidente, como parte de uma coalizão política liderada pelo conservador moderado Carlos Solórzano. Pouco tempo depois, o destacamento de Marines que permaneceu na Nicaragua por trinta anos se retirou, seguindo a Política de Boa Vizinhança. Em outubro de 1925, o governo de Solórzano foi derrubado em um golpe, liderado pelo antigo presidente, General Emiliano Chamorro, que não obteve reconhecimento dos EUA e consequentemente renunciou em favor de Adolfo Díaz. Nesse meio tempo, Sacasa fugiu para o México. 
Seguindo um levante de soldados Liberais em Puerto Cabezas, na costa caribenha, Sacasa retornou à Nicarágua em 1926. Declarando-se presidente constitucional, estabeleceu um governo na mesma cidade. Suprido de armas e munição pelo México, os rebeldes Liberais, sob o comando do General José María Moncada, quase conseguiram capturar Manágua. Entretanto, os EUA forçaram as duas partes a negociar, o que resultou no pacto do Espino Negro, que obrigava ambas as partesa se desarmar, e permitia que Díaz terminasse seu mandato. Sacasa relutou mas aceitou os termos e retirou sua demanda pela presidência. Pelos seis anos seguintes, um General Liberal até então desconhecido, chamado Augusto César Sandino lideraria uma guerrilha contra os Marines, que permaneceram no país para garantir o cumprimento do pacto.
Em 1932, Sacasa foi eleito presidente, tomando posse em 1º de janeiro de 1933, um dia após a data marcada para a partida dos Marines. Devido à insistência do embaixador estadunidense, Anastasio Somoza García, que era casado com uma de suas sobrinhas, foi nomeado como comandante da Guardia Nacional Nicaraguense. No mês seguinte, Sacasa encontrou-se com o líder rebelde Sandino, o qual comprometeu-se a ser leal ao novo governo, em troca de anistia e terra para seus seguidores. Sandino continuamente pediu o desmonte da Guardia Nacional e, em fevereiro de 1934, ele foi assassinado por ordem de Somoza. Apesar da desaprovação por parte de Sacasa, este não pode conter o crescente poder de Somoza e da Guardia Nacional. Sua popularidade continuou a cair enquanto a frágil economa da Nicarágua sofria o colapso dos preços do café, devido à Grande Depressão e às alegações de fraude gezeralizada nas eleições para o congresso em 1934. Durante esse período, o poder de Somoza continuou a crescer, e ele criou relações com os antigos presidentes Moncada e Chamorro. No início de 1936, Somoza usou a Guardia Nacional para destituir oficiais locais leais ao presidente e substituí-los por seus aliados. Em 6 de junho, ele forçou Sacasa a renunciar, apontando vários presidentes de fachada até assumir a presidência no ano seguinte. Sacasa exilou-se então nos EUA, na cidade de Los Angeles, vivendo lá até sua morte, dez anos depois.